# Nieradka (imię)
Nieradka – staropolskie imię   żeńskie złożone z członów Nie- (przeczenie) i -rad-ka ("być zadowoloną, chętną, cieszyć się"). Być może oznaczało "ta, która się nie cieszy".
Męskie odpowiedniki: Nierad, Niered.